# Luis de León
Fra Luis de León (Belmonte, Regne de Castella, 1527 o 1528 – Madrigal de las Altas Torres, 1591) va ser un religiós i escriptor del Renaixement espanyol. En la seva obra literària excel·leix principalment la poesia religiosa i la prosa mística.
Cap a 1541 o 1542 Luis ingressa en l'Orde de Sant Agustí, i es doctorarà més tard en teologia. Entre els seus professors va haver-hi Melchor Cano i Domingo de Soto. El 1561 competeix per una càtedra vacant de teologia a Salamanca, i finalment va guanyar la plaça amb el seu talent.
Va ensenyar filologia a la universitat de Salamanca, on va ser acusat per haver traduït parts de la Bíblia i comentar-la, de manera que es va jutjar poc ortodoxa, el Llibre de Job i el Càntic dels càntics. El març de 1572 va ser detingut per la Inquisició i empresonat a Valladolid. Els principals càrrecs que es tenien contra seu eren haver fet ús dels textos originals hebreus de la Bíblia i no de la Vulgata, que n'era el text oficial de l'Església; i la seva traducció i al castellà i comentari del Càntic dels càntics.

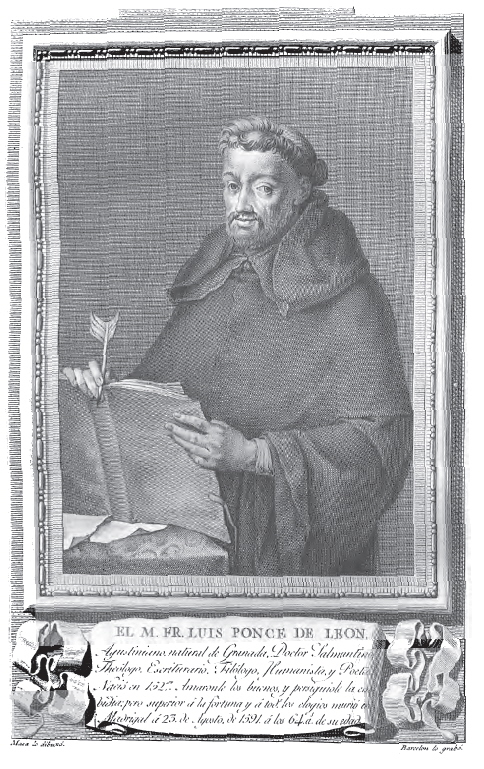
Gravat de 1791
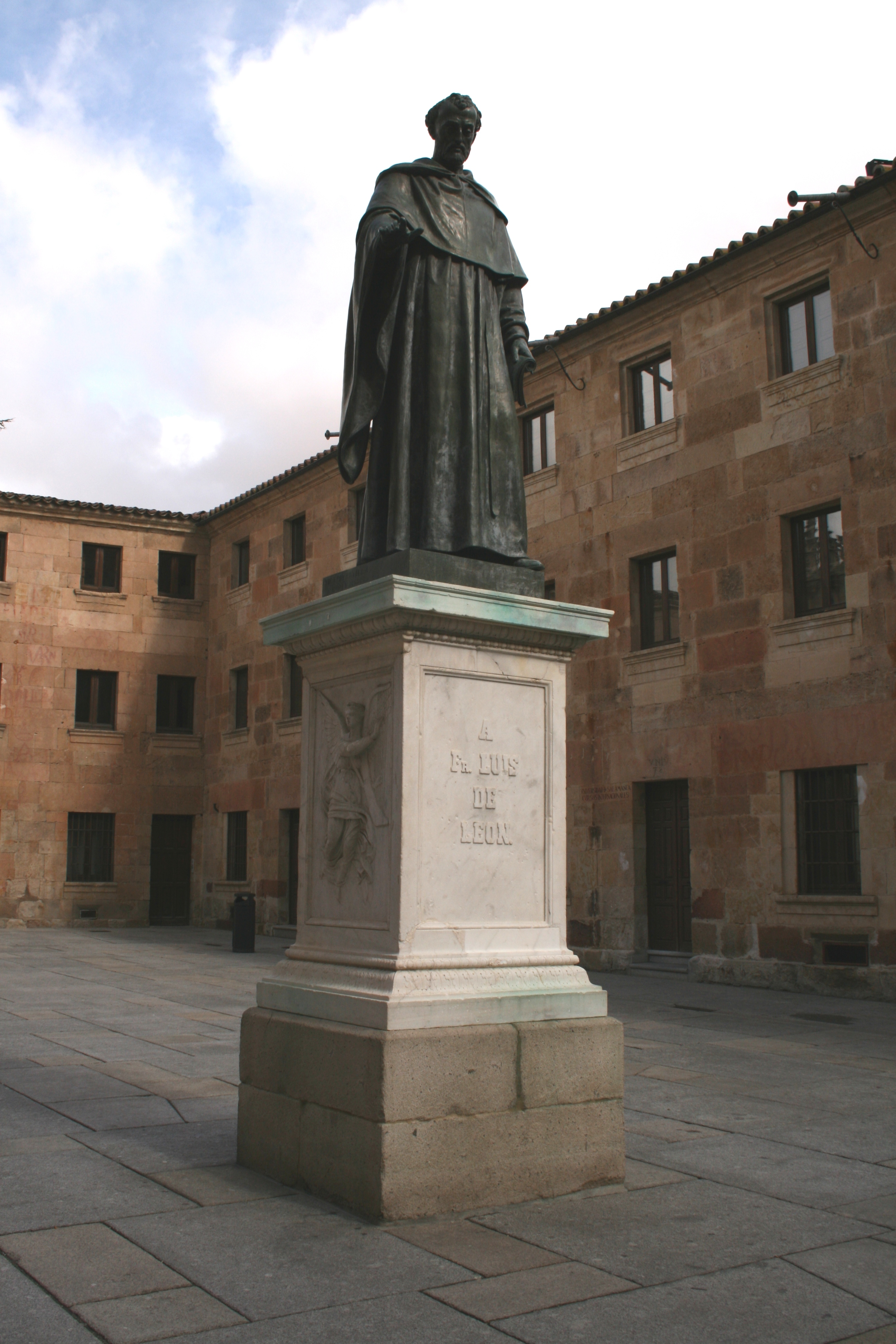
Monument al poeta davant la Universitat de Salamanca
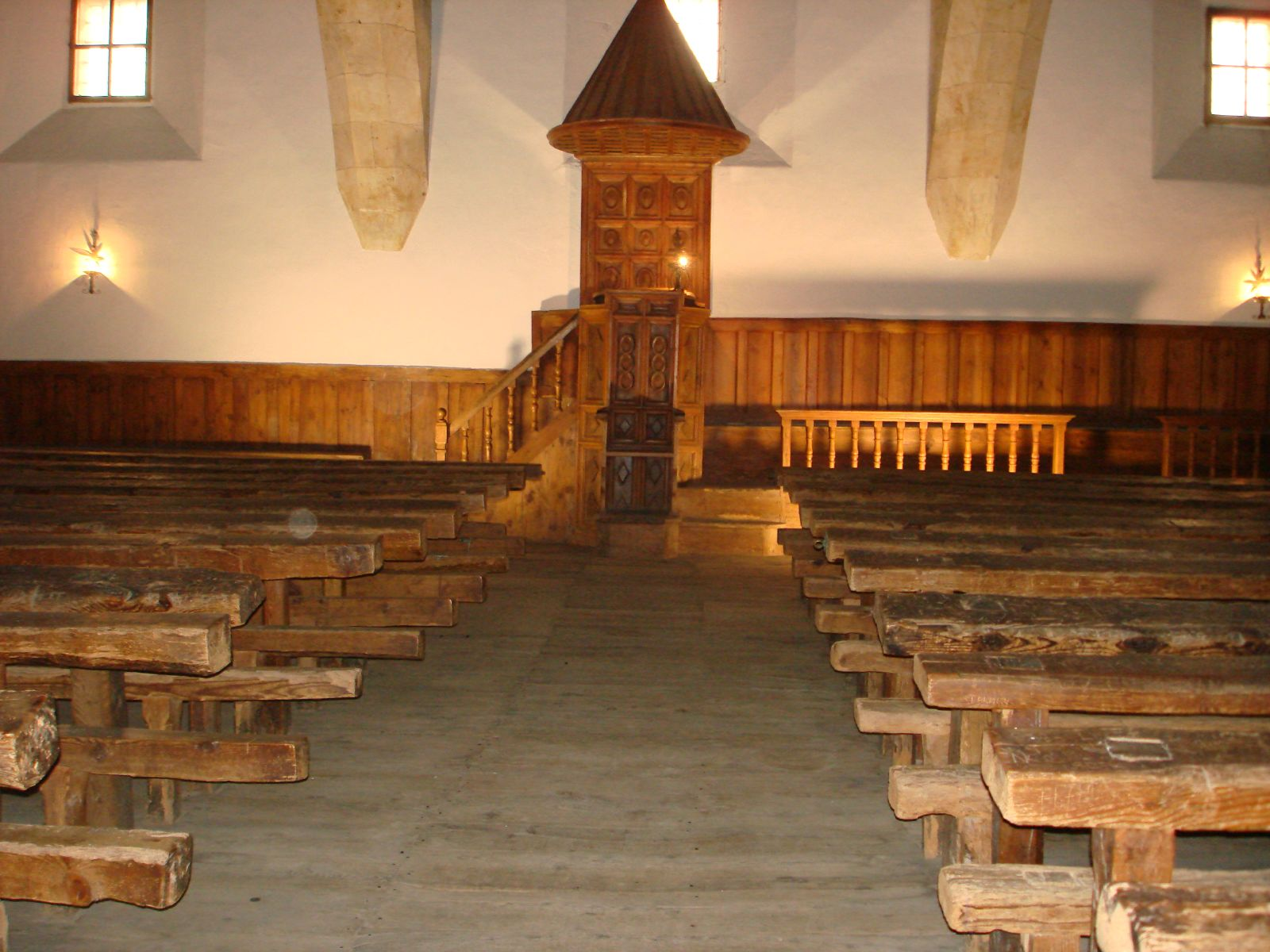
Aula de Fray Luis, a la Universitat de Salamanca, on feia classes

Durant cinc anys, fray Luis roman empresonat sense conèixer a penes les causes del seu tancament. Allí escriurà alguns poemes famosos, com el que comença així:
| « | Aquí la envidia y la mentira me tuvieron encerrado. Dichoso el humilde estado/ del sabio que se retira/ de aqueste mundo malvado,/ y con pobre mesa y casa en el campo deleitoso con sólo Dios se compasa, y a solas su vida pasa, ni envidiado ni envidioso. | » |

En 1576 surt lliure del procés i pronunciarà al seu retorn a la càtedra de Salamanca la famosa frase "Decíamos ayer...", que indica el seu triomf sobre els enemics.
A la seva obra literària predominen els temes ascètics, en una lloança cap a la solitud i el recés fora del món que permet elevar l'ànima. Molts poemes es dediquen als tòpics del beatus ille o el locus amoenus, on la natura apareix com la salvació per a la persona que viu a ciutat. Apareixen elements de la mitologia grecollatina cristianitzats i personatges bíblics tractats com a déus pagans. Usa la mètrica clàssica d'inspiració italiana, especialment l'estrofa de la lira (inspirant-se en les Odes d'Horaci).
També va escriure, entre d'altres, La perfecta casada, un manual en prosa sobre el paper de la dona al matrimoni, de gran èxit a la seva època i Los nombres de Cristo, obra de gran altura teològica i que és un model de prosa castellana.
Va ser un dels principals impulsors de la reforma dels ordes religiosos, d'acord amb les directrius del Concili de Trent. Concretament, va promoure la reforma de l'Orde de Sant Agustí, acordada en el capítol general de l'orde de 1588. Per encàrrec del capítol, va redactar les constitucions i estatuts de la nova congregació reformada, que donaria lloc als agustins recol·lectes, avui orde religiós diferenciat. Aquestes constitucions, titulades Forma de vivir van ser aprovades el 1589 i van servir com a norma de conducta per a l'orde i com a model per a altres reformes similars.

## Fray Luis de León i els clàssics llatins
Les traduccions formen la secció més nodrida de l’obra poètica de fray Luis. No són simplement exercicis, sinó que en aquestes s'aferma la comprensió del món antic. Destaquen les Bucòliques i els dos primers llibres de les Geòrgiques, de Virgili, i les Odes i l’epode II, Beatus Ille, d’Horaci. En el Pròleg a la Traducción literal y declaración del libro de los Cantares de Salomón i en la Dedicatoria a don Pedro Portocarrero va deixar escrit el seu pensament sobre la manera de traduir.

### Fray Luis de León i Horaci[4]
Les traduccions d'Horaci representen l’obra literària més primerenca de fray Luis. Probablement el poeta ens va llegar unes traduccions que són una versió treballada sobre una primera versió més literal. La traducció de l’oda I del llibre I de les Odes d’Horaci, que comença «Maecenas, atavis edite regibus», n’és un exemple: la versió en lires presenta un procés hermenèutic absent en la versió hendecasíl·laba.
Els dos camps temàtics de la poesia horaciana de major influència sobre l’agustí són patriotisme i moral. L’oda «A Santiago» (XXI) i les dues primeres odes A don Pedro Portocarrero (II, XIII) són clars exemples de poemes en què el patriotisme desenvolupa un paper important. El poema «Profecía del Tajo», en consonància amb l’Oda I, XV d’Horaci, a més de patriòtic, és marcadament moral, ja que adverteix sobre les conseqüències fatals de deixar-se vèncer per vicis i passions.
Fray Luis de León utilitzarà també elements formals propis d’Horaci, com la presència de l’interlocutor (a l’oda «El canto y lira mía…», clara imitació de la XII del llibre II d’Horaci), els encavalcaments (com a les translacions de les odes horacianes XIV del llibre I i VII del llibre III), la memòria fònica (a l’oda «A todos los santos», en la que ressona l’Oda 1,12 d’Horaci), la morositat descriptiva (com en la «Canción de la vida solitaria»), etc.

### Fray Luis de León i Virgili
Fray Luis també va traslladar Virgili amb la mateixa llibertat creativa amb què va traslladar Horaci. Un bon exemple és l’Ègloga I. Hi dona una direcció teològica impregnant el discurs virgilià de referències cristianes.
La ressonància virgiliana és present sobretot al capítol «Pastor» de De los nombres de Cristo, en què fray Luis comenta el caràcter pur i originari que posseeix la naturalesa bucòlica.

### Fray Luis de León i Tibul
Fray Luis va traduir a més a més l'elegia II.iii de Tibul. No comptem amb altres traduccions castellanes de l’autor abans del segle xix. La «Canción de la vida solitaria», l’oda V, «De la avaricia» i l’oda IX, «A Cherinto» contenen paral·lelismes amb l’obra del poeta llatí.